# Уотт, Монтгомери
Уи́льям Монтго́мери Уотт (англ. William Montgomery Watt; 14 марта 1909 — 24 октября 2006) — британский исламовед, историк-востоковед, арабист, переводчик, почётный профессор Эдинбургского университета и автор многочисленных работ по истории, философии и культуре ислама.
В своих работах Уотт сделал попытку найти социальную основу генезиса ислама, показать его историческую обусловленность политико-экономическими факторами и проследить воздействие различных форм идеологии и в первую очередь религии на социальное бытие народов мусульманских стран.

## Биография
Уотт родился 14 марта 1909 года в селе Сириз, Файф, Шотландия. Его отец, который умер, когда ему было всего 14 месяцев, был служителем церкви Шотландии.
Уотт был священником Шотландской Епископальной Церкви. В 1939 году он был рукоположён в Шотландской Епископальной Церкви как диакон, а в 1940 году в качестве священника. С 1939 по 1941 год Уотт служил в сане священника в церквях лондонской епархии. Когда Церковь Святой Марии была повреждена во время бомбардировок, он переехал в Старый Сент-Пол в Эдинбурге, чтобы продолжить своё обучение. С 1943 по 1946 год он был арабистом при епископе Протестантская церковь в Иерусалиме.
В 1946 году Уотт вернулся в академию. С 1946 по 1960 год он был почётным попечителем в старом соборе Святого Павла в Эдинбурге, англо-католической церкви в Эдинбурге.
В 1960 году стал членом всемирного Сообщество Ионы в Шотландии. С 1960 по 1967 год он был почётным попечителем в церкви недалеко от Эдинбургского замка. В период с 1980 по 1993 год, после выхода на пенсию из академических кругов, он был почётным попечителем церкви Св. Марии Богородицы в Далките и в церкви Святого Леонарда в Лассваде.
Был профессором арабского языка и исламских исследований Эдинбургского университета в 1964-79. В исламской прессе его называли «Последним востоковедом». Он скончался 24 октября 2006 в Эдинбурге в возрасте 97 лет.
Ватт получил американскую медаль имени Джорджо Леви делла Вида и стал первым обладателем награды Британского общества ближневосточных исследований. Уоот получил почётную степень доктора из Абердинского университета.

## Работы
- Уотт У. М.; Какиа П. Мусульманская Испания = A History of Islamic Spain / Пер. с англ. С. И. Дунаевецкого. Предисл. А. Б. Куделина. — М.: Главная редакция восточной литературы издательства «Наука», 1976. — 218 с. — (По следам исчезнувших культур Востока).
- Уотт У. М.; Белл Р.[англ.]. Коранистика. Введение / Научный редактор В. С. Рыбалкин. Пер. с англ. С. А. Жданов, Б. В. Норик, М. Г. Романов. — СПб.: Диля, 2005. — 256 с. — (Мир Ислама).
- Уотт У. М. Мухаммад в Мекке = Muhammad at Mecca / Перевод с английского Н. Терлецкого и М. Резвана. — СПб.: Диля, 2006. — 272 с. — (Ислам: взгляд извне). — 5000 экз. — ISBN 5-88503-507-5.
- Уотт У. М. Мухаммад в Медине = Muhammad At Medina / перевод М. Резвана под ред. М. А. Степановой. — СПб.: Диля, 2007. — 480 с. — (Мир ислама). — 5000 экз. — ISBN 978-5-88503-580-4.
- Уотт У. М. Влияние ислама на средневековую Европу = The Influence Of Islam On Medieval Europe / Перевод с английского Н. Терлецкого и М. Резвана. — СПб.: Диля, 2011. — 192 с. — (Ислам: взгляд извне). — 5000 экз. — ISBN 978-5-88503-692-4.